# Steve Vickers (football)
Ne doit pas être confondu avec Steve Vickers (hockey sur glace).
Pour les articles homonymes, voir Vickers (homonymie).
Stephen Vickers, couramment appelé Steve Vickers, est un footballeur anglais, né le 13 octobre 1967 à Bishop Auckland, Angleterre. Évoluant au poste de défenseur central, il est principalement connu pour ses saisons à Tranmere Rovers, Middlesbrough et Birmingham City.

## Biographie

### Carrière de joueur
Natif de Bishop Auckland, il joue tout d'abord en amateur à Spennymoor United (en), avant de devenir professionnel en signant pour Tranmere Rovers en 1985. Il devient très rapidement une pièce essentielle de l'équipe, acquérant la réputation d'être l'un des défenseurs de plus grande classe des divisions inférieures de la Football League.
Après 311 matches de championnat pour les Rovers et 11 buts inscrits, il se voit enfin donner sa chance de jouer en Premier League en signant pour Middlesbrough en 1993, lors d'un transfert d'un montant de 700 000£. Il s'impose de suite en défense centrale, étant même élu Joueur de l'année par les supporteurs dès sa  première saison en 1993-94. Il participe à l'épopée de Boro lors de la FA Cup 1996-97 et joue la finale perdue 0-2 contre Chelsea.
Après 258 matches de championnat avec Middlesbrough, et n'étant plus le choix n°1 de son entraîneur, il connaît deux prêts, tout d'abord à Crystal Palace puis à Birmingham City. Ce dernier prêt, réussi, convainc les dirigeants des Blues de le recruter de manière définitive, ce qu'ils font le 14 décembre 2001 pour 400 000£.
Il aide Birmingham City à obtenir la promotion en Premier League dès sa première saison. Malheureusement, il ne peut pas profiter de cette nouvelle saison au plus haut niveau, car une série de blessures l'éloigne du terrain, malgré une opération du genou pendant l'intersaison. Il subit notamment une côte cassée pour son match de reprise puis une blessure à la cheville à la suite d'un tacle des deux pieds de Wayne Rooney, alors à Everton, ce qui valut à l'attaquant le premier carton rouge de sa carrière. Il décide alors de prendre sa retraite et raccroche les crampons officiellement le 14 mai 2003.
Depuis la fin de sa carrière, il s'est reconverti dans l'immobilier, dans sa région natale de l'Angleterre du Nord-Ouest.